# HTTP File Server
HTTP File Server (HFS) is een opensource-webserver, ontworpen voor bestandsoverdracht. Het programma is beschikbaar voor Windows. Het werkt ook onder Linux met behulp van Wine. Het wordt vaak als een oplossing gebruikt voor FTP aangezien clients geen extra software nodig hebben om iets te downloaden of te uploaden.
Men kan zijn bestanden beveiligen door gebruikersacounts te maken. Er is geen installatie nodig om HFS te gebruiken.
Het kan ook op een USB-stick geplaatst worden en dan in een andere computer opstarten.